# Clarksburg (Massachusetts)
Clarksburg – miasto w Stanach Zjednoczonych, w stanie Massachusetts, w hrabstwie Berkshire.